# ضمران عاري
الضمران العاري أو زمران أو ضمران أو حمض أو فراس  (باللاتينية: Traganum nudatum) نوع نباتي يتبع جنس الضمران من الفصيلة القطيفية.

## الموئل والانتشار
موطنه مختلف مناطق الوطن العربي حيث سجل وجوده في الجزيرة العربية وبلاد الشام ومصر والمغرب العربي.

## مرادفات للاسم العلمي
- (باللاتينية: Traganum acuminatum Maire & Weiller)
- (باللاتينية: Traganum nudatum var. acuminatum (Maire & Weiller) Maire)
- (باللاتينية: Traganum nudatum var. microphyllum Maire)